# Casa Capitulară din Sibiu
Casa Capitulară (în germană Kapitelshaus) este un monument istoric și de arhitectură din municipiul Sibiu. Clădirea a servit inițial drept sediu al capitlului Prepoziturii Sibiului și a fost construită în secolul al XIV-lea. Ulterior, clădirea a suportat intervenții și transformări în secolele al XV-lea, al XVI-lea și al XVIII-lea. După Reforma Protestantă a constituit sediul al Consistoriului Bisericii Evanghelice de Confesiune Augustană.
Edificiul se găsește în imediata vecinătate a Catedralei Evanghelice și a Colegiului Național „Samuel von Brukenthal” din Sibiu. 